# 1. Outside
1. Outside (podnaslov: The Nathan Adler Diaries: A Hyper-cycle) devetnaesti je studijski album britanskog glazbenika Davida Bowieja. Diskografske kuće Arista Records, BMG i RCA Records objavile su ga 25. rujna 1995. u Europi, dok ga je istog dana u SAD-u objavio Virgin Records. Označio je ponovnu Bowiejevu suradnju s Brianom Enom, s kojim je tijekom 1970-ih surađivao na Berlinskoj trilogiji. 1. Outside prati likove u distopijskome svijetu prije samog početka 21. stoljeća. Singlovi s albuma, "The Hearts Filthy Lesson", "Strangers When We Meet" i "Hallo Spaceboy" (koji je remiksala skupina Pet Shop Boys), Bowieja su vratili u glavnu struju rock glazbe.

## Pozadina
Bowie je na vjenčanju s Iman Abdulmajid 1992. godine ponovo počeo razgovarati s Brianom Enom. Obojica su svirali djeliće vlastite glazbe tijekom svadbenog domjenka i svidjela im se "plima i oseka" parova na plesnom podiju. Bowie je izjavio da je tad znao "da nas obojicu više privlače rubovi glavne struje od nje same. Slali smo si dugačke manifeste o tome što nedostaje glazbi i što bismo trebali činiti. Odlučili smo doista eksperimentirati i otići u studio bez ikakvih ideja". Bowie i Eno početkom 1994. posjetili su Gugging, psihijatrijsku bolnicu u blizini Beča, gdje su intervjuirali i fotografirali tamošnje pacijente poznate po "marginalnoj umjetnosti". Na jednu od pjesama na albumu, "I'm Deranged", izravno je utjecao jedan od pacijenata kojeg je Bowie intervjuirao u bolnici. Bowie i Eno ponijeli su neka od tih umjetničkih djela u studio kad su u ožujku 1994. počeli raditi zajedno te su tako stvorili trosatnu skladbu koja se uglavnom sastojala od dijaloga. Krajem te godine časopis Q zamolio je Bowieja da deset dana piše dnevnik kako bi ga časopis mogao kasnije objaviti, no Bowie se pobojao da će njegov dnevnik biti dosadan ("...idem u studio, vraćam se kući i odlazim na počinak") i umjesto toga napisao je dnevnik za jednog od izmišljenih likova (Nathana Adlera) koji je nastao tijekom njegove ranije improvizacije s Enom. Bowie je izjavio: "Umjesto deset dana opisao sam petnaest godina njegova života!" To je postavilo temelje za priču na 1. Outsideu.
| "Sve što sam ikad kupio ili otišao vidjeti bile su stvari na rubu. Uvijek me više zanimalo što se događalo u okolini života od onoga što se događalo u središtu. Središte mi se činilo jednostavnijega jezika. [Središte] nije pogodovalo mojoj mašti."— David Bowie o svojoj fasciniranosti stvarima "izvan" glavne struje 1995. godine |

Zbog toga niti jedna pjesma nije bila napisana prije odlaska sastava u studio, što nije tipično za Bowiejeve albume. Bowie je mnoge pjesme napisao sa skupinom tijekom improviziranih sesija. Bowie i Eno također su se nastavili služiti eksperimentalnim tehnikama skladanja kojima su se prvi put koristili tijekom rada na Berlinskoj trilogiji. Godine 1995., dok je novinarima govorio o albumu, Bowie je komentirao: "Brian je napravio jednu vrlo korisnu stvar; svima je na početku dana podijelio kartice. Na svakoj od njih nešto bi pisalo, primjerice 'Ti si razljućeni član južnoafričkog rock sastava. Sviraj note koje nisu dopuštene.' ... Takve su stvari odredile atmosferu za taj dan i glazba bi otišla u raznim opskurnim smjerovima. Vrlo bi rijetko prešla u klišej."
"Nasumične izreske" iz priče o Adleru koji čine dio tekstova pjesama na uratku i koji se nalaze u knjižici albuma napisao je Bowie, koji je njihov tekst utipkao u Macovo računalo i onda pokrenuo prilagođeni program Verbasizer. Verbasizer je program koji je napisao Ty Roberts, suosnivač Gracenotea; taj je program izrezao i ponovno posložio Bowiejeve riječi, nešto što je Bowie činio uz pomoć papira, škara i ljepila tijekom 1970-ih. Tad bi pogledao u tekst dok bi skupina svirala pjesmu i odlučio "hoću li pjevati, snimiti dijalog ili postati lik. Improvizirao bih s grupom, brzo razmišljao, išao od jednog stiha do drugog i vidio što funkcionira". Bowie je izjavio da se tom tehnikom služio oko tri i pol sata i da je tako stvorio "gotovo cijeli početak" albuma 1. Outside.
Jedan je od najduljih Bowiejevih albuma; traje gotovo 75 minuta. U vrijeme njegove objave Bowie je znao da bi to moglo predstavljati problem. Komentirao je: "Čim sam ga objavio, pomislio sam: 'Jebote, pa predug je. Umrijet će.' Ima previše toga na njemu. Doista sam ga trebao podijeliti na dva CD-a."

## Koncept i tematika
U knjižici albuma nalazi se kraća Bowiejeva priča pod imenom "The diary of Nathan Adler or the art-ritual murder of Baby Grace Blue: A non-linear Gothic Drama Hyper-cycle." ("Dnevnik Nathana Adlera ili umjetničko-ritualno ubojstvo Baby Grace Blue: Hiperciklus nelinearne gotičke drame"), koja prikazuje distopijsku inačicu godine 1999. u kojoj je vlada uz pomoć povjerenstva za umjetnost stvorila novi zavod za istraživanje fenomena umjetničkih zločina. U toj su budućnosti ubojstvo i sakaćenje tijela ušli u modu u umjetničkom podzemlju. Glavni lik, Nathan Adler, odlučivao je što je umjetnost u legalnom smislu i što je smeće. Uradak često aludira na likove i njihove živote dok Adler istražuje složeni splet okolnosti koji je doveo do ubojstva četrnaestogodišnjakinje. Priča navodi čitatelja da pomisli da Nathan Adler radi za britansku vladu jer se nekoliko puta spominju britanski gradovi London i Oxford, no u knjižici albuma otkriva se da su u određenim slučajevima to London, Ontario i Oxford. New Jersey, što sugerira da bi se cijela priča mogla odvijati u Sjevernoj Americi ili da je razlika između dvaju mjesta postala toliko zamućena da ih više nije moguće razlikovati.
Bowie je kasnije izjavio da uradak sadrži "snažne elemente Diamond Dogsa... Na neki je način prisutna ideja o toj postapokaliptičnoj situaciji. Možete ju osjetiti." U intervjuima je Bowie izjavio da je albumom namjeravao odraziti tjeskobu posljednjih pet godina tisućljeća: "Uglavnom, namjeravam snimiti serijal albuma do 1999. godine – kako bih tim medijem pokušao uhvatiti atmosferu posljednjih pet godina ovog tisućljeća. To je poput dnevnika unutar dnevnika. Fabula i priče ne čine sadržaj – sadržaj čine praznine između tih linearnih dijelova. Mučne i čudne teksture.... O, nadam se da će fin de siecle dobro proći. Smatram ga simboličnim ritualom žrtvovanja. Smatram ga zastranjivanjem, poganskom potrebom za udovoljavanjem bogova kako bismo nastavili dalje. Prisutna je velika duhovna glad koju ispunjuju te mutacije rituala kojih se gotovo više nitko ne sjeća. Ispunjuju praznine koje je ostavila nemjerodavna crkva. Pritisnut je gumb za paniku i govori nam da će na kraju ovog stoljeća vladati posvemašnje ludilo."
Bowieja je nadahnuo izvedbeni umjetnik Ron Athey. Bowie je često navodio njegov utjecaj dok je raspravljao o 1. Outsideu, kao i u objavljenom razgovoru s Brianom Enom. Bowie je izravno aludirao na Atheyjev rad u glazbenom spotu za pjesmu "The Hearts Filthy Lesson" (koji je 1995. godine režirao Samuel Bayer), u kojem pornoglumac Bud Hole izvodi Atheyjev tipičnu "kiruršku krunu od trnja" (bez Atheyjeva dopuštenja; Athey se prethodno odbio pojaviti u spotu). Bowie je također izradio digitalno prerađen portret Atheyja i Divinityja Fudgea (Darryla Carltona) kako bi ukrasio svoje doprinose posebnom izdanju časopisa Q te iste godine. Portret je nastao na temelju fotografije Done Ann McAdams koja prikazuje Atheyjev nastup 4 scene gruboga života u prostoru za performans PS122 u New Yorku. McAdams je odvela Bowieja na sud zbog toga što se poslužio njezinom slikom bez dogovora i dobila je parnicu.
Godine 1999. Bowie je govorio o svojem radu na 1. Outsideu i radovima nakon njega i izjavio: "Ono što povezuje neke pjesme na Outsideu i nadolazeće tisućljeće jest ovo novo poganstvo, ova nova potraga za novim duhovnim životom. To se događa jer smo početkom stoljeća trijumviratom Nietzschea, Einsteina i Freuda uništili ideju Boga. Doista su uništili sve u što smo vjerovali. 'Vrijeme se savija, Bog je mrtav, unutrašnje ja sastoji se od mnogo osobnosti'... jebote, pa gdje smo? [...] Pitam se jesmo li shvatili da je jedina stvar nalik 'Bogu' koju smo stvorili zapravo hidrogenska bomba i da su posljedice shvaćanja da kao bogovi možemo samo stvoriti užase ljude dovele do toga da potraže neku vrstu duhovne povezanosti i univerzalnost, ali i da njeguju unutarnji život. No sad je tu i taj pozitivizam kojeg nije bilo na koncu prošlog stoljeća. Tad su umjetnici i književnici često govorili da dolazi smak svijeta. Doista su mislili da nakon 1899. više nema ničega i da bi samo moglo doći do potpune katastrofe. Sada više nije tako. Možda smo malčice oprezni ili nervozni oko toga što nas čega iza ugla, ali ne prevladava misao da će sve skončati 2000. Zapravo, gotovo da slavimo i mislimo 'u redu, barem se možemo brzo prihvatiti posla i zajedno surađivati.'"

## Ilustracije
Naslovnica albuma povećani je autoportret (iz serijala od njih pet) koji je David Bowie naslikao 1995. Naziv autoportreta je "The Dhead – Outside", a u pitanju je litografski crtež veličine 25,5 x 20 cm. Izvorni portret nalazi se u Bowiejevoj privatnoj zbirci.

## Naknadni albumi
Bowie je namjeravao skladati album otprilike svake godine kako bi na kraju tisućljeća mogao prikazati kako ga je doživio. Izjavio je: "Ovo je prilika koju se dobije jednom u životu; narativnim tehnikama prikazati posljednjih pet godina tisućljeća. Moja je preambiciozna namjera to činiti do 2000." Smatrao je da je snimio dovoljno materijala tijekom rada na 1. Outsideu i da bi mogao nastaviti fabulu tako što bi stvorio set od tri albuma. Izjavio je da bi mogao objaviti još albuma koji nastavljaju priču: "Predviđam da ćemo iduće godine osmisliti mnogo ostalih likova ili možda ponovno predstaviti neke od ovih, a možda ih se i odreći. Možda nikad nećemo naći Baby Grace. Možda će Adler postati iduća žrtva. Ne znam. I upravo je to zanimljivo. Možda će nam jednostavno dosaditi koncept umjetničkog ubojstva i prebacit ćemo se u drugo područje našeg društva. Sve je moguće. Doista me zanima budućnost ove stvari." Idući je album namjeravao nazvati Contamination, za njega je skicirao i likove (među kojima su bili i neki "ljudi iz 17. stoljeća") i pretpostavio je da bi album mogao biti objavljen u proljeće 1997. godine. Sredinom 1996. Bowie je u intervjuu rekao da namjerava otići u studio u rujnu ili listopadu te godine samo s Enom kako bi radili na nastavku Outsidea, ali da će prije toga u srpnju raditi na studijskom albumu sa svojim koncertnim glazbenicima. Unatoč njegovim riječima nikad nije objavljen nastavak Outsidea i Bowiejev je idući uradak bio Earthling, djelo nadahnuto jungleom i drum and bassom iz 1997. godine.
Bowie je također spomenuo da bi mogao objaviti uradak Inside, koji bi pratio nastanak Outsidea: "Na njemu će biti prikazana naša radna etika, nekoliko improviziranih pjesama i još tih glasova. Prvi monolog Baby Grace traje 15 minuta i dosta podsjeća na Twin Peaks." Međutim, taj album nikad nije objavljen.
Bowie je spomenuo da je previše toga snimio za album i izjavio je: "Jedino o čemu doista mogu razmisliti što se tiče budućih radova – samo je vrlo obeshrabrujuće – jest ostatak materijala koji smo [Brian] Eno i ja snimili kad smo [1994.] počeli raditi na albumu Outside. Improvizirali smo osam dana i snimili smo skoro 20 sati glazbe, ali jednostavno ne stižem sve to preslušati. Ali u tih 20 sati ima nekih pravih dragulja..."
Godine 2016., jedan dan nakon Bowiejeve smrti, Eno je izjavio: "Prije otprilike godinu dana počeli smo razgovarati o Outsideu – posljednjem albumu na kojem smo zajedno radili. Obojici nam se sviđao taj album i smatrali smo da mu nije posvećeno dovoljno pažnje. Namjeravali smo ga ponovno razmotriti i odvesti na neko novo mjesto. Sviđala mi se ta ideja."

## Recenzije
Rolling Stone dodijelio je albumu tri od pet zvjezdica te je kritizirao razbacane narativne skladbe: "To su suvišne riječi – nametljivi monolozi, improvizirana cybernoir fabula, presložene karakterizacije – to je gotovo uništilo album." Međutim, časopis je uglavnom pohvalio glazbu izjavivši da je "vjerojatno njegov najbolji rad od 1970-ih" i "moćna zbirka avangardnih rifova i ritmova". Naknadno je i Bowiejeve tekstove opisao "pametnim", "učinkovitim" i "prepredenim", pogotovo na skladbama "I Have Not Been to Oxford Town" i "A Small Plot of Land".
Tom Doyle komentirao je u časopisu Q: "Uobičajeni slušatelji mogli bi se osjećati prevareno što se tiče glazbe, a legije koje su ga počele slušati nakon objave Let's Dancea zasigurno će biti potpuno zbunjene. No, možda je upravo i u tome poanta."
Časopis Live! album je nazvao "riskantnim", ali je izjavio da je ipak na koncu uspješan. Nakon Bowiejeve smrti Prog je komentirao: "Tada je stavljen na stup srama zbog pretjerane slobode, ali Outside je nakon ponovne procjene jedan od njegovih najboljih uradaka." Consequence of Sound Outside je postavio na sedmo mjesto studijskih albuma Davida Bowieja, iznad hvaljenih uradaka kao što su Blackstar i Station to Station, i izjavio da je album "uspio jer se Bowie posve posvetio njegovom konceptu i čudnovatosti".

## Nastupi
Bowie je želio održati teatralne koncerte za Outside, no nije znao kako to učiniti. Rekao je: "Novi album neću prikazati teatralno jer je to previše ambiciozan projekt. ... Sviđa mi se baviti nečime što nalikuje Brechtovu radu, ona djela koja je stvorio s Weillom. Uspon i pad grada Mahagonnyja veoma je utjecalo na mene. Uvijek mi se sviđala ideja ponovno stvaranja takvih situacija u rocku i smatram da se tome polako vraćam."
Umjesto toga Bowie je materijal s albuma odsvirao na konvencionalnijoj turneji, koja je trajala od kraja 1995. do početka 1996. godine. Na turneju je otišao s Nine Inch Nailsom kao predgrupom, a ime turneje je Outside Tour. Morrissey je nastupao prije Bowieja u Ujedinjenom Kraljevstvu u rujnu te je održao tri koncerta u Wembley Areni u Londonu. Morrissey je također trebao nastupiti prije Bowieja tijekom europske turneje u listopadu, ali je otkazao tik prije početka te turneje.

## Popis pjesama
Tekstovi: David Bowie. 
| 1.    | »Leon Takes Us Outside«                       | Bowie, Brian Eno, Reeves Gabrels, Mike Garson, Erdal Kızılçay, Sterling Campbell | Leon Blank                             | 1:25 |
| 2.    | »Outside«                                     | Bowie, Kevin Armstrong                                                           | prolog                                 | 4:04 |
| 3.    | »The Hearts Filthy Lesson«                    | Bowie, Eno, Gabrels, Garson, Kızılçay, Campbell                                  | Detektiv Nathan Adler                  | 4:57 |
| 4.    | »A Small Plot of Land«                        | Bowie, Eno, Gabrels, Garson, Kızılçay, Campbell                                  | stanovnici Oxford Towna u New Jerseyju | 6:36 |
| 5.    | »Baby Grace (A Horrid Cassette)« (prijelaz)   | Bowie, Eno, Gabrels, Garson, Kızılçay, Campbell                                  | Baby Grace Blue                        | 1:39 |
| 6.    | »Hallo Spaceboy«                              | Bowie, Eno                                                                       | Paddy                                  | 5:14 |
| 7.    | »The Motel«                                   | Bowie                                                                            | Leon Blank                             | 6:49 |
| 8.    | »I Have Not Been to Oxford Town«              | Bowie, Eno                                                                       | Leon Blank                             | 3:47 |
| 9.    | »No Control«                                  | Bowie, Eno                                                                       | Detektiv Nathan Adler                  | 4:33 |
| 10.   | »Algeria Touchshriek« (prijelaz)              | Bowie, Eno, Gabrels, Garson, Kızılçay, Campbell                                  | Algeria Touchshriek                    | 2:03 |
| 11.   | »The Voyeur of Utter Destruction (as Beauty)« | Bowie, Eno, Gabrels                                                              | Umjetnik/Minotaur                      | 4:21 |
| 12.   | »Ramona A. Stone/I Am with Name« (prijelaz)   | Bowie, Eno, Gabrels, Garson, Kızılçay, Campbell                                  | Ramona A. Stone i njezini poklonici    | 4:01 |
| 13.   | »Wishful Beginnings«                          | Bowie, Eno                                                                       | Umjetnik/Minotaur                      | 5:08 |
| 14.   | »We Prick You«                                | Bowie, Eno                                                                       | Članovi suda                           | 4:33 |
| 15.   | »Nathan Adler« (prijelaz)                     | Bowie, Eno, Gabrels, Garson, Kızılçay, Campbell                                  | Detektiv Nathan Adler                  | 1:00 |
| 16.   | »I'm Deranged«                                | Bowie, Eno                                                                       | Umjetnik/Minotaur                      | 4:31 |
| 17.   | »Thru' These Architects Eyes«                 | Bowie, Gabrels                                                                   | Leon Blank                             | 4:22 |
| 18.   | »Nathan Adler« (prijelaz)                     | Bowie, Eno                                                                       | Detektiv Nathan Adler                  | 0:28 |
| 19.   | »Strangers When We Meet«                      | Bowie                                                                            | Leon Blank                             | 5:07 |
| 74:36 |                                               |                                                                                  |                                        |      |

| Bonus skladba s japanske inačice albuma | Bonus skladba s japanske inačice albuma | Bonus skladba s japanske inačice albuma | Bonus skladba s japanske inačice albuma | Bonus skladba s japanske inačice albuma | Bonus skladba s japanske inačice albuma | Bonus skladba s japanske inačice albuma | Bonus skladba s japanske inačice albuma | Bonus skladba s japanske inačice albuma | Bonus skladba s japanske inačice albuma |
| Br.                                     | Skladba                                 | Skladatelj                              | Trajanje                                |                                         |                                         |                                         |                                         |                                         |                                         |
| --------------------------------------- | --------------------------------------- | --------------------------------------- | --------------------------------------- | --------------------------------------- | --------------------------------------- | --------------------------------------- | --------------------------------------- | --------------------------------------- | --------------------------------------- |
| 20.                                     | »Get Real«                              | Bowie, Eno                              | 2:49                                    |                                         |                                         |                                         |                                         |                                         |                                         |
| 77:25                                   |                                         |                                         |                                         |                                         |                                         |                                         |                                         |                                         |                                         |

| Bonus disk na japanskoj inačici albuma iz 1996. (Verzija 2) | Bonus disk na japanskoj inačici albuma iz 1996. (Verzija 2) | Bonus disk na japanskoj inačici albuma iz 1996. (Verzija 2) | Bonus disk na japanskoj inačici albuma iz 1996. (Verzija 2) | Bonus disk na japanskoj inačici albuma iz 1996. (Verzija 2) | Bonus disk na japanskoj inačici albuma iz 1996. (Verzija 2) | Bonus disk na japanskoj inačici albuma iz 1996. (Verzija 2) | Bonus disk na japanskoj inačici albuma iz 1996. (Verzija 2) | Bonus disk na japanskoj inačici albuma iz 1996. (Verzija 2) | Bonus disk na japanskoj inačici albuma iz 1996. (Verzija 2) |
| Br.                                                         | Skladba                                                     | Trajanje                                                    |                                                             |                                                             |                                                             |                                                             |                                                             |                                                             |                                                             |
| ----------------------------------------------------------- | ----------------------------------------------------------- | ----------------------------------------------------------- | ----------------------------------------------------------- | ----------------------------------------------------------- | ----------------------------------------------------------- | ----------------------------------------------------------- | ----------------------------------------------------------- | ----------------------------------------------------------- | ----------------------------------------------------------- |
| 1.                                                          | »Hallo Spaceboy« (remiks Pet Shop Boysa)                    | 4:26                                                        |                                                             |                                                             |                                                             |                                                             |                                                             |                                                             |                                                             |
| 2.                                                          | »Under Pressure« (uživo 1995.)                              | 4:08                                                        |                                                             |                                                             |                                                             |                                                             |                                                             |                                                             |                                                             |
| 3.                                                          | »Moonage Daydream« (uživo 1995.)                            | 5:29                                                        |                                                             |                                                             |                                                             |                                                             |                                                             |                                                             |                                                             |
| 4.                                                          | »The Man Who Sold the World« (uživo 1995.)                  | 3:35                                                        |                                                             |                                                             |                                                             |                                                             |                                                             |                                                             |                                                             |
| 5.                                                          | »Strangers When We Meet« (skraćena inačica)                 | 4:21                                                        |                                                             |                                                             |                                                             |                                                             |                                                             |                                                             |                                                             |
| 6.                                                          | »The Hearts Filthy Lesson« (Rubber mix)                     | 7:41                                                        |                                                             |                                                             |                                                             |                                                             |                                                             |                                                             |                                                             |
| 29:40                                                       |                                                             |                                                             |                                                             |                                                             |                                                             |                                                             |                                                             |                                                             |                                                             |

| Bonus disk s posebne ograničene digibook inačice albuma iz 2004. | Bonus disk s posebne ograničene digibook inačice albuma iz 2004. | Bonus disk s posebne ograničene digibook inačice albuma iz 2004. | Bonus disk s posebne ograničene digibook inačice albuma iz 2004. | Bonus disk s posebne ograničene digibook inačice albuma iz 2004. | Bonus disk s posebne ograničene digibook inačice albuma iz 2004. | Bonus disk s posebne ograničene digibook inačice albuma iz 2004. | Bonus disk s posebne ograničene digibook inačice albuma iz 2004. | Bonus disk s posebne ograničene digibook inačice albuma iz 2004. | Bonus disk s posebne ograničene digibook inačice albuma iz 2004. |
| Br.                                                              | Skladba                                                          | Remikseri                                                        | Trajanje                                                         |                                                                  |                                                                  |                                                                  |                                                                  |                                                                  |                                                                  |
| ---------------------------------------------------------------- | ---------------------------------------------------------------- | ---------------------------------------------------------------- | ---------------------------------------------------------------- | ---------------------------------------------------------------- | ---------------------------------------------------------------- | ---------------------------------------------------------------- | ---------------------------------------------------------------- | ---------------------------------------------------------------- | ---------------------------------------------------------------- |
| 1.                                                               | »The Hearts Filthy Lesson« (alternativni miks)                   | Trent Reznor, Dave Ogilvie, Chris Vrenna                         | 5:20                                                             |                                                                  |                                                                  |                                                                  |                                                                  |                                                                  |                                                                  |
| 2.                                                               | »The Hearts Filthy Lesson« (Rubber mix)                          | Tony Maserati, Robert Holmes                                     | 7:41                                                             |                                                                  |                                                                  |                                                                  |                                                                  |                                                                  |                                                                  |
| 3.                                                               | »The Hearts Filthy Lesson« (Simple Test mix)                     | Maserati, Holmes                                                 | 6:38                                                             |                                                                  |                                                                  |                                                                  |                                                                  |                                                                  |                                                                  |
| 4.                                                               | »The Hearts Filthy Lesson« (Filthy mix)                          | Maserati, Holmes                                                 | 5:51                                                             |                                                                  |                                                                  |                                                                  |                                                                  |                                                                  |                                                                  |
| 5.                                                               | »The Hearts Filthy Lesson« (Good Karma mix)                      | Tim Simenon                                                      | 5:00                                                             |                                                                  |                                                                  |                                                                  |                                                                  |                                                                  |                                                                  |
| 6.                                                               | »A Small Plot of Land« (inačica iz filma Basquiat)               | Brian Eno                                                        | 2:48                                                             |                                                                  |                                                                  |                                                                  |                                                                  |                                                                  |                                                                  |
| 7.                                                               | »Hallo Spaceboy« (12" remix)                                     | Pet Shop Boys                                                    | 6:45                                                             |                                                                  |                                                                  |                                                                  |                                                                  |                                                                  |                                                                  |
| 8.                                                               | »Hallo Spaceboy« (Double Click mix)                              | PSB, David Ball, Ingo Vauk                                       | 7:47                                                             |                                                                  |                                                                  |                                                                  |                                                                  |                                                                  |                                                                  |
| 9.                                                               | »Hallo Spaceboy« (instrumental)                                  | PSB, Ball, Vauk                                                  | 7:41                                                             |                                                                  |                                                                  |                                                                  |                                                                  |                                                                  |                                                                  |
| 10.                                                              | »Hallo Spaceboy« (Lost in Space mix)                             | PSB, Ball, Vauk                                                  | 6:29                                                             |                                                                  |                                                                  |                                                                  |                                                                  |                                                                  |                                                                  |
| 11.                                                              | »I Am with Name« (inačica na albumu)                             |                                                                  | 4:01                                                             |                                                                  |                                                                  |                                                                  |                                                                  |                                                                  |                                                                  |
| 12.                                                              | »I'm Deranged« (Jungle mix)                                      | Mark Plati                                                       | 7:00                                                             |                                                                  |                                                                  |                                                                  |                                                                  |                                                                  |                                                                  |
| 13.                                                              | »Get Real«                                                       |                                                                  | 2:49                                                             |                                                                  |                                                                  |                                                                  |                                                                  |                                                                  |                                                                  |
| 14.                                                              | Bez naslova                                                      |                                                                  | 2:15                                                             |                                                                  |                                                                  |                                                                  |                                                                  |                                                                  |                                                                  |
| 78:05                                                            |                                                                  |                                                                  |                                                                  |                                                                  |                                                                  |                                                                  |                                                                  |                                                                  |                                                                  |

Bilješle
- "I Am with Name" sadrži sempl publike kako kliče, Briana Maya kako viče i Cozyja Powella kako svira glazbenu frazu; preuzet je s albuma Live at the Brixton Academy.[31]
- Remiksana inačica pjesme "Hallo Spaceboy" Pet Shop Boysa sadrži semplove pjesme "Leon Takes Us Outside" i tekst preuzet iz skladbe "Space Oddity", koju je napisao Bowie, a u skladbu prilagodio Neil Tennant.
- Europska inačica verzije 2 nalazila se na jednome disku, a skladba "Wishful Beginnings" zamijenjena je remiksanom inačicom pjesme "Hallo Spaceboy" Pet Shop Boysa, koja se pojavila kao posljednja pjesma na uratku.
- Australska inačica verzije 2 sadrži "Bowiejev miks" pored skladbe "The Hearts Filthy Lesson" (identičan onome na albumu) umjesto "Rubber mixa".
- Inačica skladbe "A Small Plot of Land" za film Basquiat prvi je put objavio Island Records na albumu filmske glazbe Basquiat Original Soundtrack: Music from the Miramax Film. Jungle miks pjesme "I'm Deranged" prvi je put bio objavljen kao B-strana na nekim inačicama singla "Dead Man Walking". Sve su ostale bonus skladbe prvi put objavljene na raznim singlovima s albuma.

## Zasluge
| David Bowie - David Bowie – vokali, saksofon, gitara, klavijature, produkcija, miksanje, umjetnički direktor, naslovnica Ostalo osoblje - David Richards – produkcija, miksanje, mastering - Kevin Metcalfe – mastering - Denovo – omot albuma, umjetnički direktor - John Scarisbrick – fotografija | Dodatni glazbenici - Brian Eno – sintesajzer, prilagodbe, produkcija - Reeves Gabrels – gitara - Erdal Kızılçay – bas-gitara, klavijature - Mike Garson – klavir - Sterling Campbell – bubnjevi - Carlos Alomar – ritam gitara - Joey Baron – bubnjevi - Yossi Fine – bas-gitara - Tom Frish – dodatna gitara (na pjesmi "Strangers When We Meet") - Bryony Edwards – dodatni vokali (na pjesmi "The Hearts Filthy Lesson") - Lola Edwards – dodatni vokali (na pjesmi "The Hearts Filthy Lesson") - Josey Edwards – dodatni vokali (na pjesmi "The Hearts Filthy Lesson") - Ruby Edwards – dodatni vokali (na pjesmi "The Hearts Filthy Lesson") |

## Ljestvice
| Ljestvica (1995.)      | Najviša Pozicija |
| ---------------------- | ---------------- |
| Australija             | 55               |
| Danska                 | 10               |
| Norveška               | 15               |
| SAD (Billboard 200)    | 21               |
| Ujedinjeno Kraljevstvo | 8                |